# 81
El año 81 (LXXXI) fue un año común comenzado en lunes del calendario juliano, en vigor en aquella fecha.
En el Imperio romano, era conocido como el Año del consulado de Silva y Polión (o menos frecuentemente, año 834 Ab urbe condita). La denominación 81 para este año ha sido usado desde principios del período medieval, cuando el Anno Domini se convirtió en el método prevalente en Europa para nombrar a los años.

## Acontecimientos
- Domiciano sucede a su hermano Tito (tras su muerte) como emperador de Roma. Organiza la defensa del Imperio frente a los bárbaros, pero impone el terror en el interior: ejecuta a muchos aristócratas por supuestas traiciones, expulsa a los intelectuales y persigue implacablemente a los cristianos.[1]
- Lucio Flavio Silva y Lucio Asinio Polión Verrucoso ejercen el consulado en Roma.
- Se inaugura el Arco de Tito en el foro romano, cuyos bajorrelieves representan el desfile triunfal del emperador con los tesoros del templo de Jerusalén.[1]

## Fallecimientos
- 13 de septiembre - Tito, emperador romano.